# Liste der Bodendenkmäler in Hallbergmoos
Auf dieser Seite sind die Bodendenkmäler in der oberbayerischen Gemeinde Hallbergmoos zusammengestellt. Diese Tabelle ist eine Teilliste der Liste der Bodendenkmäler in Bayern. Grundlage ist die Bayerische Denkmalliste, die auf Basis des Bayerischen Denkmalschutzgesetzes vom 1. Oktober 1973 erstmals erstellt wurde und seither durch das Bayerische Landesamt für Denkmalpflege geführt wird. Die folgenden Angaben ersetzen nicht die rechtsverbindliche Auskunft der Denkmalschutzbehörde.

## Bodendenkmäler in Hallbergmoos
| Lage       | Objekt | Akten-Nr.     | Bild           |
| ---------- | --- | ------------- | -------------- |
| (Standort) | Untertägige frühneuzeitliche Befunde im Bereich des ehemaligen fürstbischöflichen Jagdschlosses Birkeneck mit zugehörigen barocken Gartenanlagen.                                                   | D-1-7636-0202 | weitere Bilder |
| (Standort) | Siedlung vor- und frühgeschichtlicher Zeitstellung. | D-1-7736-0060 |                |
| (Standort) | Untertägige mittelalterliche und frühneuzeitliche Befunde im Bereich von Schloss Erchingund seinen Vorgängerbauten mit der katholischen Schlosskapelle St. Walburga und zugehörigem Wirtschaftshof. | D-1-7736-0160 | weitere Bilder |